# 比爾基 (波皮利尼亞區)
50°3′38″N 29°34′4″E / 50.06056°N 29.56778°E
比爾基（烏克蘭語：Білки）是烏克蘭北部的村莊，隸屬日托米爾州的日托米爾區。該村始建於1546年，面積2.54平方公里，海拔高度172米，2001年人口373。